# Liste der Monuments historiques in Saint-Lunaire
Die Liste der Monuments historiques in Saint-Lunaire führt die Monuments historiques in der französischen Gemeinde Saint-Lunaire auf.

## Liste der Bauwerke
| Bezeichnung            | Beschreibung              | Standort               | Kennzeichnung | Schutzstatus | Datum | Bild           |
| ---------------------- | ------------------------- | ---------------------- | ------------- | ------------ | ----- | -------------- |
| Calvaire               | 16. Jahrhundert           | (Lage)                 | PA00090795    | Inscrit      | 1930  | weitere Bilder |
| Alte Kirche St-Lunaire | Erbaut im 11. Jahrhundert | Place du Pilori (Lage) | PA00090796    | Classé       | 1913  | weitere Bilder |

## Liste der Objekte

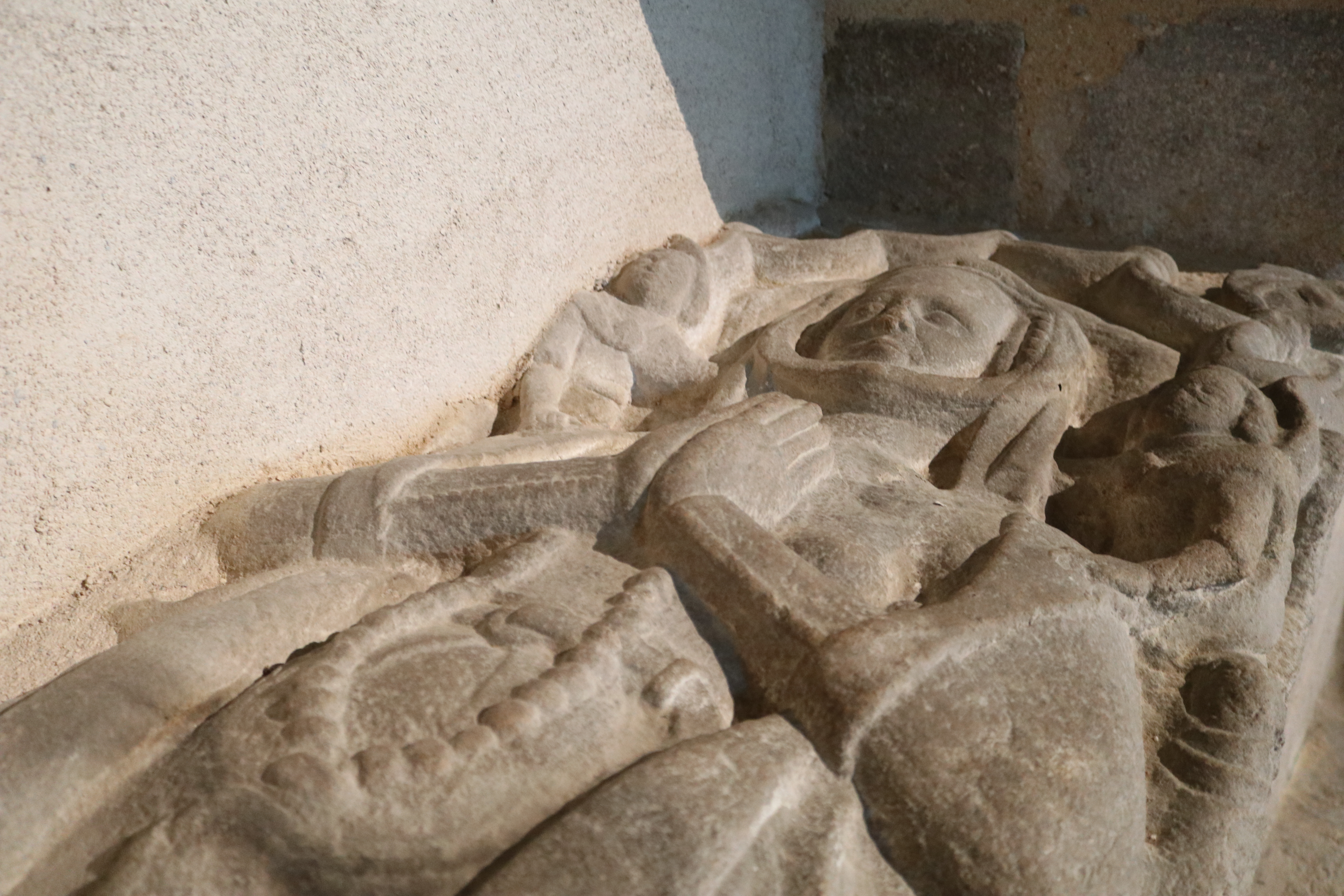
Grab (13. Jahrhundert) für Jeanne Le Bouteiller in der Kirche St-Lunaire

- Monuments historiques (Objekte) in Saint-Lunaire in der Base Palissy des französischen Kultusministeriums